# Leandra Leal
Leandra Rodrigues Leal Braz e Silva (Rio de Janeiro, 8 de setembro de 1982) é uma atriz, autora, diretora, produtora e cantora brasileira. Ela ganhou vários prêmios como atriz, incluindo três Grande Otelo, um Prêmio APCA, dois Kikitos do Festival de Gramado, além de ter sido indicada a dois Prêmio Platino, uma delas como roteirista.

## Biografia
É neta do produtor cultural Américo Leal e filha da atriz Ângela Leal. Filha única, ela perdeu o pai quando tinha 12 anos – o advogado Julio Braz sofreu complicações ligadas ao coração. Desde então, cresceu ao lado da mãe e de seus amigos artistas. Conviveu com figuras como Dias Gomes e Grande Otelo. Assume ter sido influenciada pela mãe na escolha da carreira, pois desde muito pequena conviveu no meio artístico e fascinou-se pela arte de interpretar.
Casou-se em 2003 com o cantor pernambucano José Paes de Lira, o Lirinha, com quem terminou em 2010. Seu segundo matrimônio ocorreu com o ativista e gestor cultural Alê Youssef, com quem foi casada de 2010 a 2018. Juntos, após três anos e oito meses na fila de espera, conseguiram, em dezembro de 2016, adotar uma menina, a qual batizaram de Júlia Leal Youssef. A criança nasceu em 2014. Em entrevistas revelou ser consciente das dificuldades enfrentadas em criar uma filha negra na sociedade brasileira, que é racista. É casada desde 21 de dezembro de 2023 com o cineasta Guilherme Burgos, com quem tem um filho, Damião, nascido a 6 de agosto de 2024.

## Carreira

### 1990–99: Primeiros trabalhos

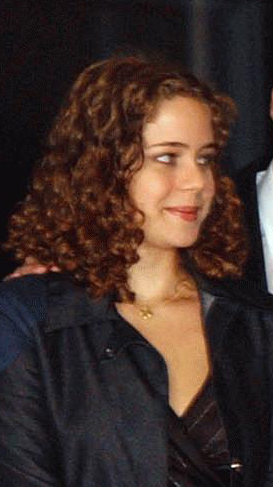
Leandra em 2003.

Começou no teatro aos sete anos de idade e na televisão com oito anos, quando participou do último capítulo da novela Pantanal, em que sua mãe também trabalhava. Entre 1994 e 1996 esteve na série juvenil Confissões de Adolescente, da TV Cultura, interpretando Mariana, inicialmente rival da personagem Carol e depois uma de suas melhores amigas. Paralelamente, em 1995, esteve em Explode Coração com a personagem Yanka, uma cigana que se apaixona pelo pretendente de sua irmã mais velha. Foi premiada nacional e internacionalmente, com apenas 13 anos de idade, pela sua interpretação em A Ostra e o Vento, seu primeiro filme, onde contracenou com grandes atores, como Lima Duarte e Fernando Torres. No longa, assumiu o papel de uma menina que se apaixonava pelo vento.
Ainda em 1997 participou da primeira fase da novela A Indomada e, no ano seguinte, integrou o elenco de remake da novela Pecado Capital. Já trabalhou com importantes diretores brasileiros, como Walter Lima Jr.,  Jorge Furtado, Murilo Salles, Paulo Cesar Saraceni, Júlio Bressane, Sérgio Rezende, Moacyr Góes e José Eduardo Belmonte. Aos 18 anos, abriu sua própria produtora, chamada As Três Meninas. Engajada em eventos socioculturais, com as amigas Fernanda Boechat e Lívia Falcão, sócias na produtora, rodou no ano passado um documentário sobre música contemporânea, que ainda está guardado.

### 2001–11: Amadurecimento e reconhecimento

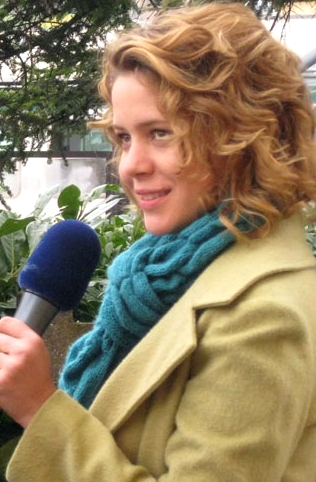
Em 2010, na Toscana, durante gravação de Passione.

Em 2000 protagonizou a minissérie A Muralha e co-protagonizou a novela O Cravo e a Rosa, despontando, em ambas, bastante destaque. Em 2002 participou da minissérie Pastores da Noite e, em 2003, esteve presente em uma temporada do infantil Sítio do Pica Pau Amarelo. Filmou três longas – o último foi O Homem que Copiava, de Jorge Furtado e se prepara a rodar Cazuza - O Tempo Não Pára, de Sandra Werneck, como Bebel, melhor amiga do cantor. Também fez parte da terceira temporada da série A Grande Família, como Viviane, namorada de Tuco. Em 2004 ganhou destaque ao interpretar um dos papéis centrais de Senhora do Destino, Claudinha, enteada da antagonista Nazaré que a desmascara aos poucos ao investigar suas mentiras, descobrindo que ela não é mãe de Isabel. No teatro, escreveu, dirigiu e produziu a peça Impressões do meu Quarto, com Bianca Gismonti, em 2005.
Além de participar da montagem de Antonio Pedro do clássico nacional Se Correr o Bicho Pega, Se Ficar o Bicho Come, Tartufo, de Tonio Carvalho, e Simpatia, de Renata Melo. Em 2006 integrou o elenco de Zuzu Angel e atuou na novela Páginas da Vida como Sabrina, uma intercambista que retorna na metade da novela para ajudar a revelar o que houve com os gêmeos de sua falecida melhor amiga. No ano seguinte foi Camila, protagonista do filme Nome Próprio, dirigido por Murilo Salles, baseado na obra Máquina de Pinball de Clara Averbuck. Como produtora, realizou vários shows no teatro de sua família — Teatro Rival — como Seu Jorge, Mundo Livre SA, Los Sebosos Postizos, Cordel do Fogo Encantado e Paula Lima. Em 2008 protagonizou remake de Ciranda de Pedra, como Elzinha. No final do ano, estreou na direção do espetáculo teatral Mercadorias e Futuro, com José Paes de Lira.
Em 2009 foi uma das protagonistas da série Decamerão: A Comédia do Sexo, ao lado de nomes como Deborah Secco, Lázaro Ramos, Daniel de Oliveira e Drica Moraes, entre outros. Em 2010 interpretou Agostina, uma das protagonistas da novela Passione. Em 2011 fez parte do elenco do filme Estamos Juntos, participou do último capítulo da novela Insensato Coração, e participou também de um quadro do Fantástico chamado A História do Amor, no qual ela interpretou 64 personagens diferentes ao lado do ator Daniel de Oliveira.

### 2012–presente: Protagonistas e trabalhos recentes

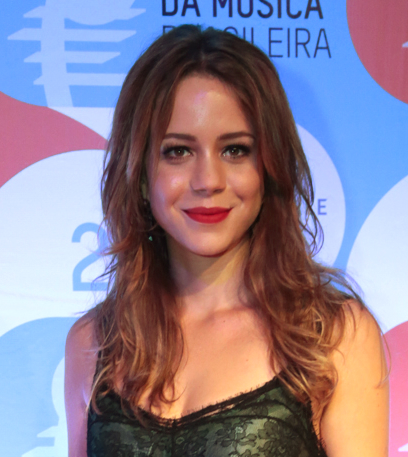
Leandra em 2014.

Em 2012, esteve no episódio A Sexóloga de Floripa da série As Brasileiras. No mesmo ano, Leandra protagonizou com Taís Araújo e Isabelle Drummond a telenovela Cheias de Charme, interpretando empregadas domésticas. Nesta novela, Leandra viveu a sonhadora Maria do Rosário, cozinheira que quer virar cantora e é fã enlouquecida do cantor Fabian, papel de Ricardo Tozzi. Na novela, chegou a cantar algumas músicas. Em 2013, viveu a veterinária Zélia, uma das personagens centrais de Saramandaia. Em 2014, é escalada para interpretar Cristina em Império, novela de Aguinaldo Silva. Em 2016 esteve no ar na minissérie Justiça, onde interpreta a ambiciosa Kellen, personagem que pela primeira vez explora um lado mais sensual de Leandra. É porta estandarte do bloco de carnaval o Cordão da Bola Preta.
À frente da produtora Daza Cultural, que divide com as amigas Carolina Benjamin e Rita Toledo, rodou três longas na chamada Operação Sônia Silk (O Uivo da Gaita, O Rio nos Pertence e O Fim de uma Era), com mesma equipe e elenco – Leandra e Mariana Ximenes protagonistas – com jovens diretores: Bruno Safadi, Felipe Bragança e Ricardo Pretti. Estreia na direção com o documentário sobre transformistas Divinas Divas, que tem seu nome tirado da peça homônima — que tem uma encenação incluída no filme — estrelada por Rogéria. Parcialmente financiada por crowdfunding, chegou aos cinemas em 2017. Resultado de 400 horas de gravação e anos de preparação, o documentário é um dos pontos altos num ano particularmente especial, como participou, como atriz, de inúmeros filmes – a comédia La Vingança, o terror O Rastro, a cinebiografia Bingo: O Rei das Manhãs e outros. Ainda, prepara uma série sobre adolescentes nos anos 1990, dois outros documentários, um filme de ficção, produz espetáculos no Rival (recentemente encarnou Carmen Miranda na noite do Rebolado) e participa de shows de amigos como Thiago Petit.
Em 2018, viaja para Amazônia para gravar Aruanas, série de investigação ambiental protagonizada por ela, Taís Araújo e Débora Falabella. A história acompanha três amigas que formam a ONG Aruana e vão investigar a ação de uma mineradora na Floresta Amazônica.
Em 2020, é lançado o filme Fico Te Devendo Uma Carta Sobre o Brasil, com direção de Carol Benjamin e produção de Leandra. 
Depois de alguns anos se dedicando à carreira como produtora e roteirista e fazendo aparições em séries, como A Vida pela Frente, Justiça 2 - onde reprisou o papel de Kellen, sua personagem na primeira temporada - e Betinho - No Fio da Navalha, Leandra teve seu retorno às novelas anunciado em 2025 ao ser confirmada como uma das vilãs de Coração Acelerado, retomando a parceria com Izabel de Oliveira - com quem havia trabalhado em Cheias de Charme - e integrando o elenco de uma novela de forma fixa pela primeira vez desde Império.

## Filmografia

### Televisão
| Ano       | Título                             | Personagem                         | Nota                                           |
| --------- | ---------------------------------- | ---------------------------------- | ---------------------------------------------- |
| 1990      | Pantanal                           | Maria Marruá Leôncio               | Episódio: "10 de dezembro"                     |
| 1991      | A História de Ana Raio e Zé Trovão | Kátia                              | Episódio: "13 de fevereiro"                    |
| 1994      | Confissões de Adolescente          | Mariana                            |                                                |
| 1995      | Explode Coração                    | Yanka Sbano                        |                                                |
| 1996      | Você Decide                        | Laura                              | Episódio: "Um Mundo Cão"                       |
| 1997      | A Indomada                         | Lúcia Helena de Mendonça (jovem)   | Episódios: "17–24 de fevereiro"                |
| 1997      | Globo Ciência                      | Apresentadora                      |                                                |
| 1998      | Você Decide                        | Flávia                             | Episódio: "Seria Trágico, Se não Fosse Cômico" |
| 1998      | Mulher                             | Lilian                             | Episódio: "Repulsa"                            |
| 1998      | Pecado Capital                     | Clarelis Batista                   |                                                |
| 2000      | A Muralha                          | Beatriz Ataíde Olinto              |                                                |
| 2000      | O Cravo e a Rosa                   | Bianca Batista das Neves           |                                                |
| 2000      | Brava Gente                        | Margarida                          | Episódio: "Lira Paulistana"                    |
| 2002      | Sítio do Picapau Amarelo           | Cuca transformada em carteira      | Episódio: "Perigo no Reino das Águas Claras"   |
| 2002      | Pastores da Noite                  | Otália                             | Episódio: "Um Vestido para Otália"             |
| 2002      | Copas de Mel                       | Vitória[carece de fontes?]         | Episódio: "1992"                               |
| 2003      | Sítio do Picapau Amarelo           | Guinevere                          | Episódio: "A Lenda do Rei Arthur"              |
| 2003–2004 | A Grande Família                   | Viviane Vidal (Vivi)               | Temporadas 3–4                                 |
| 2004      | Um Só Coração                      | Úrsula Schmidt da Silva (Ucha)     |                                                |
| 2004      | Senhora do Destino                 | Maria Cláudia Tedesco (Claudinha)  |                                                |
| 2006      | Páginas da Vida                    | Sabrina Marcondes                  |                                                |
| 2007      | Cine Conhecimento                  | Apresentadora                      |                                                |
| 2008      | Ciranda de Pedra                   | Elza Carmelo Cassini (Elzinha)     |                                                |
| 2009      | Decamerão: A Comédia do Sexo       | Isabel                             |                                                |
| 2010      | Passione                           | Agostina Mattoli                   |                                                |
| 2011      | Insensato Coração                  | Adriana                            | Episódio: "19 de agosto"                       |
| 2011      | A História do Amor                 | Vários personagens                 |                                                |
| 2012      | As Brasileiras                     | Rosa Maria                         | Episódio: "A Sexóloga de Floripa"              |
| 2012      | Cheias de Charme                   | Maria do Rosário Monteiro da Silva |                                                |
| 2013      | Saramandaia                        | Zélia Tavares Vilar                |                                                |
| 2014      | Império                            | Cristina Bastos de Medeiros        |                                                |
| 2015      | Babilônia                          | Ela mesma                          | Episódio: "12 de agosto"                       |
| 2016      | Justiça                            | Kellen Aparecida                   |                                                |
| 2019-2021 | Aruanas                            | Luíza Laes                         |                                                |
| 2020      | Mulheres Fantásticas               | Narradora                          | Episódio: "Maria Baderna"                      |
| 2023      | A Vida pela Frente                 | Tereza Assunção                    | Também criadora, produtora e diretora          |
| 2023      | Betinho - No Fio da Navalha        | Irles Carvalho                     |                                                |
| 2024      | Justiça 2                          | Kellen Aparecida                   |                                                |
| 2026      | Coração Acelerado                  | Zilá Amaral                        |                                                |

### Cinema
| Ano  | Título                                                               | Personagem        | Nota             |
| ---- | -------------------------------------------------------------------- | ----------------- | ---------------- |
| 1997 | A Ostra e o Vento                                                    | Marcela           |                  |
| 1999 | O Viajante                                                           | Sinhá             |                  |
| 2000 | O Maior                                                              |                   | Curta-metragem   |
| 2001 | Dias de Nietzsche em Turim                                           | Irene Fino        |                  |
| 2003 | O Homem que Copiava                                                  | Sílvia            |                  |
| 2004 | Cazuza - O Tempo Não Pára                                            | Bebel Gilberto    |                  |
| 2006 | Zuzu Angel                                                           | Sônia             |                  |
| 2007 | Nome Próprio                                                         | Camila            |                  |
| 2009 | Se Nada Mais Der Certo                                               | Georgina          |                  |
| 2009 | Insolação                                                            | Liuba             |                  |
| 2009 | My Favorite Things                                                   | Ana               | Curta-metragem   |
| 2011 | Estamos Juntos                                                       | Carmem            |                  |
| 2012 | Boca                                                                 | Silvia            |                  |
| 2012 | Éden                                                                 | Karine            |                  |
| 2013 | Bonitinha, mas Ordinária                                             | Ritinha           |                  |
| 2013 | O Uivo da Gaita                                                      | Luana             | também produtora |
| 2013 | O Rio nos Pertence                                                   | Marina            | também produtora |
| 2013 | Mato sem Cachorro                                                    | Zoé               |                  |
| 2014 | O Fim de uma Era                                                     |                   | também produtora |
| 2014 | O Lobo Atrás da Porta                                                | Rosa Maria Correa |                  |
| 2015 | Chatô, o Rei do Brasil                                               | Lola Abranches    |                  |
| 2016 | La Vingança                                                          | Júlia             |                  |
| 2016 | Precisamos falar com os homens? Uma jornada pela igualdade de gênero | Narração          | Documentário     |
| 2017 | Love Film Festival                                                   | Luzia             |                  |
| 2017 | O Rastro                                                             | Leila             |                  |
| 2017 | Bingo: O Rei das Manhãs                                              | Lúcia             |                  |
| 2018 | O Homem que Falava com Borboletas                                    | Manuela           | Também produtora |
| 2022 | Alemão 2                                                             | Policial Freitas  |                  |
| 2025 | Os Enforcados                                                        | Regina            |                  |

### Videoclipes
| Ano  | Artista     | Música            |
| ---- | ----------- | ----------------- |
| 2013 | Tianastácia | "Love Love"       |
| 2016 | Matheus VK  | "La Malemolência" |

## Teatro
| Ano  | Título                                        | Personagem / Função    |
| ---- | --------------------------------------------- | ---------------------- |
| 1994 | Eles, Elas e Nós                              |                        |
| 1999 | Tiro de Misericórdia                          |                        |
|      | Alice                                         |                        |
| 2002 | Se Correr o Bicho Pega, Se Ficar o Bicho Come | Mocinha                |
| 2003 | Tartufo                                       | Mariana                |
| 2004 | Impressões do Meu Quarto                      | Alice (direção/autora) |
| 2007 | Simpatia                                      | Várias personagens     |
| 2009 | Vestido de Noiva                              | Alaíde                 |
| 2011 | ObsCena                                       | Cantora / Performance  |
| 2016 | Rival Rebolado                                | Carmem Miranda         |
| 2018 | PI - Panorâmica Insana                        | Várias personagens     |

## Parte técnica
Outros
| Ano  | Título                     | Cargo     | Nota                                      |
| ---- | -------------------------- | --------- | ----------------------------------------- |
| 2000 | Concertos para a Juventude | Produtora | Evento beneficente                        |
| 2001 | Produtora 3meninas         | Produtora | Shows no Rio e São Paulo                  |
| 2005 | Na Veia                    | Diretora  | Clipe para banda Cordel do Fogo Encantado |
| 2007 | Mercadorias e Futuro       | Diretora  | Espetáculo teatral                        |

Produtora Daza Filmes
| Ano  | Título                                   | Cargo               | Nota                   |
| ---- | ---------------------------------------- | ------------------- | ---------------------- |
| 2011 | Sushi                                    | Diretora            | Clipe para Tulipa Ruiz |
| 2013 | Studio SP                                | Diretora            | Documentário           |
| 2013 | Operação Sônia Silk                      | Produtora           | Três longas            |
| 2014 | Aquele Abraço                            | Diretora/Roteirista | Curta-metragem         |
| 2017 | Divinas Divas                            | Diretora            | Documentário           |
| 2017 | Capoeira, Um Passo a Dois                | Produtora           | Documentário           |
| 2019 | As Mil Mulheres                          | Produtora           | Documentário           |
| 2019 | Fico te devendo uma carta sobre o Brasil | Produtora           | Documentário           |
| 2023 | A Vida pela Frente                       | Criadora e diretora | Série                  |

## Discografia
Como artista convidada
| Ano  | Título    | Outro(s) artista(s) | Álbum                      |
| ---- | --------- | ------------------- | -------------------------- |
| 2008 | "Certeza" | 3 Na Massa          | Na Confraria das Sedutoras |

### Videoclipes
| Título               | Ano  |
| -------------------- | ---- |
| "Vida de Empreguete" | 2012 |
| "Nosso Brilho"       | 2012 |

### Trilha sonora
Em novembro de 2012, foi lançado o DVD "Os Grandes Sucessos Musicais da Novela Cheias De Charme", contendo canções gravadas pelas protagonistas, além de participações do elenco da novela e cantores convidados.  Além de participar do DVD, Leandra gravou para o Roberto Carlos Especial de 2012, onde cantou junto a outras atrizes e ao próprio Roberto.
| Ano  | Canção | Álbum                                                        |
| ---- | --- | ------------------------------------------------------------ |
| 2012 | "Vida de Empreguete" (com Taís Araújo e Isabelle Drummond)                                                                  | DVD: Os Grandes Sucessos Musicais da Novela Cheias De Charme |
| 2012 | "Marias Brasileiras" (com Taís Araújo e Isabelle Drummond)                                                                  | DVD: Os Grandes Sucessos Musicais da Novela Cheias De Charme |
| 2012 | "Forró das Curicas" (com Taís Araújo e Isabelle Drummond)                                                                   | DVD: Os Grandes Sucessos Musicais da Novela Cheias De Charme |
| 2012 | "Nosso Brilho" (com Taís Araújo e Isabelle Drummond)                                                                        | DVD: Os Grandes Sucessos Musicais da Novela Cheias De Charme |
| 2012 | "Chá Lá Lá" (com Taís Araújo e Isabelle Drummond)                                                                           | DVD: Os Grandes Sucessos Musicais da Novela Cheias De Charme |
| 2012 | "Lê Lê Lê " (com Taís Araújo e Isabelle Drummond, part. João Neto & Frederico)                                              | DVD: Os Grandes Sucessos Musicais da Novela Cheias De Charme |
| 2012 | "Ex My Love" (com Taís Araújo, Isabelle Drummond, Cláudia Abreu e Ricardo Tozzi)                                            | DVD: Os Grandes Sucessos Musicais da Novela Cheias De Charme |
| 2012 | "Vou Matar Esse Amor Dentro de Mim" (com Ricardo Tozzi)                                                                     | DVD: Os Grandes Sucessos Musicais da Novela Cheias De Charme |
| 2012 | "Minha Sorte (Amor sem Fim)" - faixa bônus                                                                                  | DVD: Os Grandes Sucessos Musicais da Novela Cheias De Charme |
| 2012 | "Só Me Vejo Contigo " (com Ricardo Tozzi) - faixa bônus                                                                     | DVD: Os Grandes Sucessos Musicais da Novela Cheias De Charme |
| 2012 | "É Meu, É Meu, É Meu (The Mine Song)" (com Taís Araújo, Isabelle Drummond, Roberto Carlos, Cláudia Abreu e Titina Medeiros) | Criança Esperança 2012                                       |

## Prêmios e indicações
| Ano  | Associações                                       | Categoria                                   | Nomeações                 | Resultado |
| ---- | ------------------------------------------------- | ------------------------------------------- | ------------------------- | --------- |
| 1997 | Festival de Cinema Latino de Biarritz             | Melhor Atriz                                | A Ostra e o Vento         | Venceu    |
| 1997 | Prêmio Estação Unibanco                           | Melhor Atriz Revelação                      | A Ostra e o Vento         | Venceu    |
| 1998 | Brazilian Film Festival of Miami                  | Melhor Atriz                                | A Ostra e o Vento         | Venceu    |
| 1998 | Prêmio APCA                                       | Melhor Atriz Revelação em Cinema            | A Ostra e o Vento         | Venceu    |
| 1998 | Festival de Cinema e TV de Natal                  | Melhor Atriz                                | A Ostra e o Vento         | Venceu    |
| 1998 | Cine PE - Festival do Audiovisual                 | Melhor Atriz                                | A Ostra e o Vento         | Venceu    |
| 1998 | Prêmio Sesc de Cinema                             | Melhor Atriz                                | A Ostra e o Vento         | Venceu    |
| 1999 | Prêmio Guarani de Cinema Brasileiro               | Melhor Atriz                                | A Ostra e o Vento         | Indicada  |
| 2003 | Prêmio Qualidade Brasil                           | Melhor Atriz em Cinema                      | O Homem que Copiava       | Indicada  |
| 2004 | Prêmio Guarani de Cinema Brasileiro               | Melhor Atriz                                | O Homem que Copiava       | Indicada  |
| 2005 | Grande Prêmio do Cinema Brasileiro                | Melhor Atriz Coadjuvante                    | Cazuza - O Tempo não Pára | Indicada  |
| 2005 | Prêmio Qualidade Brasil                           | Melhor Atriz Coadjuvante em Televisão       | Senhora do Destino        | Venceu    |
| 2005 | Melhores do Ano                                   | Melhor Atriz Coadjuvante                    | Senhora do Destino        | Venceu    |
| 2005 | Prêmio Contigo! de TV                             | Melhor Atriz Coadjuvante de Novela ou Série | Senhora do Destino        | Venceu    |
| 2005 | Prêmio TV Press                                   | Melhor Atriz Coadjuvante                    | Senhora do Destino        | Venceu    |
| 2008 | Prêmio Quem de Televisão                          | Melhor Atriz                                | Ciranda de Pedra          | Indicada  |
| 2008 | Prêmio Qualidade Brasil                           | Melhor Atriz Coadjuvante em Televisão       | Ciranda de Pedra          | Indicada  |
| 2008 | Festival de Cinema de Gramado                     | Melhor Atriz                                | Nome Próprio              | Venceu    |
| 2008 | Prêmio Qualidade Brasil                           | Melhor Atriz em Cinema                      | Nome Próprio              | Indicada  |
| 2009 | Festival de Cinema de Países de Língua Portuguesa | Melhor Atriz                                | Nome Próprio              | Venceu    |
| 2009 | Grande Prêmio do Cinema Brasileiro                | Melhor Atriz                                | Nome Próprio              | Venceu    |
| 2009 | Prêmio Guarani de Cinema Brasileiro               | Melhor Atriz                                | Nome Próprio              | Indicada  |
| 2009 | Prêmio ACIE de Cinema                             | Melhor Atriz                                | Nome Próprio              | Indicada  |
| 2009 | Festival SESC de Cinema                           | Melhor Atriz                                | Nome Próprio              | Venceu    |
| 2010 | Grande Prêmio do Cinema Brasileiro                | Melhor Atriz Coadjuvante                    | Se Nada Mais Der Certo    | Indicada  |
| 2010 | Prêmio Faz Diferença - O Globo                    | Personalidade do Ano                        | —                         | Venceu    |
| 2011 | Grande Prêmio do Cinema Brasileiro                | Melhor Atriz Coadjuvante                    | Insolação                 | Indicada  |
| 2011 | Prêmio Fiesp/Sesi de Cinema                       | Melhor Atriz Coadjuvante                    | Insolação                 | Venceu    |
| 2011 | Festival de Cinema e Vídeo de Cuiabá              | Melhor Atriz                                | Estamos Juntos            | Venceu    |
| 2011 | Festival de Cinema e TV de Natal                  | Melhor Atriz                                | Estamos Juntos            | Venceu    |
| 2011 | Cine PE - Festival do Audiovisual                 | Melhor Atriz                                | Estamos Juntos            | Venceu    |
| 2012 | Festival Internacional de Cinema de Toronto       | Melhor Atriz                                | Estamos Juntos            | Venceu    |
| 2012 | Prêmio Fiesp/Sesi de Cinema                       | Melhor Atriz                                | Estamos Juntos            | Venceu    |
| 2012 | Grande Prêmio do Cinema Brasileiro                | Melhor Atriz                                | Estamos Juntos            | Indicada  |
| 2012 | Prêmio Contigo! de Cinema Nacional                | Melhor Atriz                                | Estamos Juntos            | Indicada  |
| 2012 | Prêmio Quem de Televisão                          | Melhor Atriz                                | Cheias de Charme          | Indicada  |
| 2012 | Meus Prêmios Nick                                 | Atriz Favorita                              | Cheias de Charme          | Indicada  |
| 2012 | Prêmio Contigo! de TV                             | Melhor Atriz de Novela                      | Cheias de Charme          | Indicada  |
| 2012 | Festival do Rio                                   | Melhor Atriz                                | Éden                      | Venceu    |
| 2013 | Festival de Cinema de Gramado                     | Melhor Atriz                                | Éden                      | Venceu    |
| 2013 | Grande Prêmio do Cinema Brasileiro                | Melhor Atriz Coadjuvante                    | Boca                      | Venceu    |
| 2013 | Festival de Cinema de Lisboa                      | Melhor Atriz                                | Bonitinha, mas Ordinária  | Venceu    |
| 2013 | Festival do Rio                                   | Melhor Atriz                                | O Lobo atrás da Porta     | Venceu    |
| 2014 | Grande Prêmio do Cinema Brasileiro                | Melhor Atriz                                | Mato sem Cachorro         | Indicada  |
| 2014 | Prêmio Ibero-Americano de Cinema Fênix            | Melhor Atriz                                | O Lobo atrás da Porta     | Venceu    |
| 2014 | Mostra de Cinema Latino-Americano de Lérida       | Melhor Atriz                                | O Lobo atrás da Porta     | Venceu    |
| 2014 | Festival de Cinema de Lima                        | Melhor Atriz                                | O Lobo atrás da Porta     | Venceu    |
| 2014 | Festival de Marseilles                            | Melhor Atriz                                | O Lobo atrás da Porta     | Venceu    |
| 2015 | Festival SESC de Cinema                           | Melhor Atriz (júri)                         | O Lobo atrás da Porta     | Venceu    |
| 2015 | Festival SESC de Cinema                           | Melhor Atriz (voto popular)                 | O Lobo atrás da Porta     | Venceu    |
| 2015 | Grande Prêmio do Cinema Brasileiro                | Melhor Atriz                                | O Lobo atrás da Porta     | Venceu    |
| 2015 | Prêmio Fiesp/Sesi de Cinema                       | Melhor Atriz                                | O Lobo atrás da Porta     | Venceu    |
| 2015 | Prêmio Platino                                    | Melhor Atriz                                | O Lobo atrás da Porta     | Indicada  |
| 2015 | Prêmio Guarani de Cinema Brasileiro               | Melhor Atriz                                | O Lobo atrás da Porta     | Venceu    |
| 2015 | Prêmio Contigo! de TV                             | Melhor Atriz de Novela                      | Império                   | Indicada  |
| 2016 | Grande Prêmio do Cinema Brasileiro                | Melhor Atriz Coadjuvante                    | Chatô, o Rei do Brasil    | Indicada  |
| 2016 | Prêmio Extra de Televisão                         | Melhor Atriz Coadjuvante                    | Justiça                   | Indicada  |
| 2016 | Troféu UOL TV e Famosos                           | Melhor Atriz                                | Justiça                   | Indicada  |
| 2016 | Festival do Rio                                   | Melhor Documentário (voto popular)          | Divinas Divas             | Venceu    |
| 2016 | Festival do Rio                                   | Prêmio LGBT Felix                           | Divinas Divas             | Venceu    |
| 2016 | Fest Aruanda do Audiovisual Brasileiro            | Melhor Direção                              | Divinas Divas             | Venceu    |
| 2016 | Fest Aruanda do Audiovisual Brasileiro            | Melhor Filme                                | Divinas Divas             | Venceu    |
| 2017 | Festival South by Southwest                       | Melhor Filme (voto popular)                 | Divinas Divas             | Venceu    |
| 2017 | Merlinka Festival                                 | Melhor Documentário                         | Divinas Divas             | Indicada  |
| 2017 | Mostra de Cinema de Tiradentes                    | Homenagem                                   | Conjunto da obra          | Venceu    |
| 2018 | Grande Prêmio do Cinema Brasileiro                | Melhor Documentário                         | Divinas Divas             | Venceu    |
| 2018 | Grande Prêmio do Cinema Brasileiro                | Melhor Roteiro Original                     | Divinas Divas             | Indicada  |
| 2018 | Grande Prêmio do Cinema Brasileiro                | Melhor Atriz                                | Bingo: O Rei das Manhãs   | Indicada  |
| 2018 | 12º Prêmio Fiesp/Sesi de Cinema e TV              | Melhor Atriz                                | Bingo: O Rei das Manhãs   | Indicada  |
| 2018 | Prêmio Guarani de Cinema Brasileiro               | Melhor Atriz                                | Bingo: O Rei das Manhãs   | Indicada  |
| 2018 | Prêmio Guarani de Cinema Brasileiro               | Melhor Atriz                                | Éden                      | Indicada  |
| 2018 | Prêmio Guarani de Cinema Brasileiro               | Melhor Documentário                         | Divinas Divas             | Indicada  |
| 2018 | Prêmio Aplauso Brasil                             | Melhor Elenco                               | PI - Panorâmica Insana    | Indicada  |
| 2022 | SEC Awards                                        | Melhor Atriz em Série Nacional              | Aruanas                   | Indicada  |
| 2023 | Melhores do Ano                                   | Atriz de Série                              | A Vida pela Frente        | Indicada  |
| 2023 | Bravo! Melhores do Ano                            | Melhor Série Brasileira                     | A Vida pela Frente        | Indicada  |
| 2023 | Melhores do Ano - Duh Secco                       | Série                                       | A Vida pela Frente        | Indicada  |
| 2024 | Prêmio Platino                                    | Melhor Criador de Série                     | A Vida pela Frente        | Indicada  |
| 2024 | SEC Awards                                        | Melhor Série Nacional do Ano                | A Vida pela Frente        | Pendente  |
| 2024 | Prêmio ABRA de Roteiro                            | Melhor Roteiro de Série de Drama            | A Vida pela Frente        | Pendente  |
| 2024 | Prêmio Grande Otelo                               | Melhor Série Brasileira                     | A Vida pela Frente        | Pendente  |
| 2024 | Prêmio iBest                                      | Protagonista Influenciador                  | Justiça 2                 | Pendente  |